# Jimmy Roca
Jimmy Leandro Roca Salazar (Santa Cruz de la Sierra, 4 de mayo de 1999) es un futbolista boliviano que juega como guardameta en CDT Real Oruro de la Primera División de Bolivia.

## Trayectoria

### Nacional Potosí
Debutó en la primera división de Bolivia el 25 de diciembre de 2019 con Nacional Potosí, en la derrota 1-2 ante Real Potosí.

## Selección nacional
Roca recibió su primera convocatoria para la selección boliviana en octubre de 2020 por el entrenador César Farías para jugar las eliminatorias al Mundial de 2026, siendo suplente en cuatro encuentros de su compañero Carlos Lampe.

## Clubes
| Club            | País    | Año           |
| --------------- | ------- | ------------- |
| Nacional Potosí | Bolivia | 2019 - 2022   |
| Always Ready    | Bolivia | 2022 - 2023   |
| Real Santa Cruz | Bolivia | 2024          |
| Real Potosí     | Bolivia | 2024          |
| CDT Real Oruro  | Bolivia | 2025-presente |